# Грифичі
Гри́фичі (нім. Greifen; пол. Gryfici) — династія правителів Померанського князівства у 1121—1637 роках. Інші назви — Грейфи, Поморський дім, Померанська династія тощо.
Назва роду походить від родового герба з грифоном й використовувалася з XV століття. Першим князем лютичів і засновником династії був князь Вартіслав I (1091—1135) походження якого дискусійне.
Найвидатнішим представником роду був Ерік Померанський, що став королем Кальмарської унії в 1397 році й правив Данією, Швецією та Норвегією. Останнім герцогом роду був Богуслав XIV, що помер під час Тридцятирічної війни. Його землі були поділені між Бранденбург-Пруссією і Швецією. Остання представниця роду — Анна фон Крой, донька Богуслава XIII померла 1660 року. Родова усипальниця — Олівський собор.

## Грифичі

### Померанія-Вольгаст
- Богуслав VI (бл. 1354/1356 — 7 березня 1393)
- Софія Померанська-Волгаст (бл. 1380-1381 — бл. 1408)
- Єлизавета-Магдалина Померанська (1580—1649) ∞ 1600): Фрідріх Кеттлер (1569—1642), герцог Курляндії і Семигалії.